# Hedwig Reiling
Hedwig Reiling, geb. Hedwig Fuld (* 21. Februar 1880 in Frankfurt am Main; † nach 24. März 1942 in Piaski), war die Mutter von Anna Seghers.

## Leben
Hedwig Reiling stammte aus einer alteingesessenen Mainzer Familie. Sie war die Tochter von Helene und Salomon Fuld und heiratete 1899 Isidor Reiling, den Mitinhaber der Mainzer Kunst- und Antiquitätenhandlung David Reiling. 1900 kam ihre Tochter Netty zur Welt, die spätere Anna Seghers. Die Familie gehörte der orthodoxen jüdischen Religionsgemeinschaft an und zählte zu den liberaldemokratischen Kreisen der Stadt. Hedwig Reiling bekannte sich zu ihrer gesellschaftlichen Verantwortung und engagierte sich in zahlreichen ehrenamtlichen Projekten. Sie war Gründungs- und Vorstandsmitglied des Jüdischen Frauenbundes in Mainz.
Im Ersten Weltkrieg war sie als Rot-Kreuz-Schwester tätig. Nach 1938 wurde ihre Kunst- und Antiquitätenhandlung „arisiert“; Hedwig musste nach dem Tod ihres Mannes die Wohnung verlassen und lebte im „Judenhaus“ in der Taunusstraße in Mainz. Als eine von insgesamt tausend jüdischen Personen aus Hessen wurde Hedwig Reiling am 24. März 1942 im Alter von 62 Jahren ins Getto Piaski bei Lublin deportiert, wo sie ermordet wurde.
Anna Seghers widmete ihrer Mutter die Erzählung „Der Ausflug der toten Mädchen“.

## Gedenken

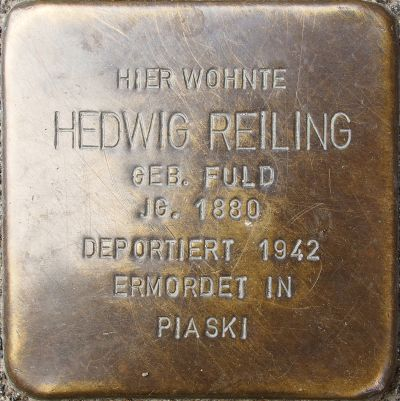
Stolperstein für Reiling in Mainz

Am 29. August 2011 wurde zum Gedenken an Hedwig Reiling in der Mainzer Altstadt am Fischtorplatz 23 ein Stolperstein verlegt.